# Volo South African Airways 406
Il volo South African Airways 406, noto anche come schianto del Rietbok, era un volo passeggeri di linea del 13 marzo 1967 che si schiantò in mare durante l'avvicinamento a East London, in Sudafrica. Tutti i 25 passeggeri e l'equipaggio a bordo morirono. La causa dell'incidente non fu mai determinata. Tuttavia, il rapporto sull'incidente aereo ipotizzò, pur senza prove a supporto, che il capitano dell'aereo avrebbe avuto un infarto durante l'avvicinamento e che il primo ufficiale non fu in grado di riprendere il controllo dell'aereo. Come per l'incidente del volo South African Airways 295 due decenni dopo, ci fu, e c'è ancora, una grande controversia sulla causa ultima dell'incidente aereo.

## Il giorno dell'incidente
La giornata del comandante Lipawsky iniziò con un volo in partenza da Johannesburg nel pomeriggio per Port Elizabeth con scali a Bloemfontein e East London. Dopo il decollo dall'aeroporto Jan Smuts (ora Aeroporto Internazionale O.R. Tambo), la ruota anteriore non si ritrasse a causa di un malfunzionamento meccanico. L'aereo tornò all'aeroporto e dopo le riparazioni riprese il volo. Alle 15:50 GMT, il Viscount atterrò a East London con condizioni meteorologiche avverse. Alla partenza dalla città il velivolo subì un bird strike, e venne ispezionato all'atterraggio a Port Elizabeth, dove fu stabilito che era ancora idoneo al volo.
Da Port Elizabeth a Johannesburg l'aereo operava come volo 406. Sapendo che avrebbe potuto dover evitare un atterraggio a East London a causa del maltempo, il comandante Lipawsky caricò più carburante di quanto normalmente sarebbe stato pompato nei serbatoi per il volo tra Port Elizabeth e East London. Inoltre informò i passeggeri con destinazione East London che avrebbero potuto dover sorvolare l'aeroporto. Un passeggero rimase a Port Elizabeth per aspettare una migliore possibilità di atterrare, mentre un altro decise di continuare il volo e di passare la notte a Johannesburg, se necessario. Il volo 406 decollò alle 16:41 GMT,mentre alle 16:58 GMT arrivò un bollettino meteorologico per East London. Un minuto dopo venne data conferma della ricezione del bollettino, e il pilota richiese l'autorizzazione alla discesa dal livello di volo 90 (circa 9.000 piedi), concessa poco dopo. Il controllo del traffico aereo di East London chiese ai piloti di comunicare via radio una volta superati i 4.500 piedi. Alla torre di Port Elizabeth arrivò la comunicazione che stavano scendendo a 4.000 piedi, verso il mare aperto della costa e a circa 20 miglia di distanza dall'atterraggio alle 17:06 GMT. L'equipaggio venne informato che le luci di entrambe le piste erano accese, ma la pista 10 non era disponibile a causa della scarsa visibilità. Alle 17:09 GMT (stimate), il pilota comunicò via radio che si trovava a 2.000 piedi e di vedere la costa. Dopo questa trasmissione, non si è più sentito parlare dell'aereo.

## Le indagini
Il tentativo di salvataggio e le successive indagini furono complicate dallo schianto dell'aereo in mare di notte. Gli investigatori non furono in grado di recuperare l'aereo o i corpi dei passeggeri. L'indagine ufficiale ritenne che l'aereo fosse idoneo al volo al momento dell'impatto con l'acqua. Poiché era ancora idoneo al volo, l'indagine concluse che l'incidente aveva due possibili cause. Quella più probabile era un infarto del pilota e l'incapacità del copilota di recuperare l'aereo prima dello schianto. Il rapporto originale ammetteva che l'incidente avrebbe potuto verificarsi a causa del disorientamento spaziale del pilota, ma lo riteneva improbabile, per via del livello di esperienza del pilota.
Il giudice Cecil Margo, uno degli investigatori di quell'incidente, in seguito scrisse nelle sue memorie, Final Postponement, la propria convinzione che l'aereo si fosse schiantato a causa del distacco dell'ala. Al momento dell'incidente, Margo disse che quattro Viscount erano andati perduti in diversi incidenti, due a causa di un cedimento strutturale e due in acqua per cause sconosciute. Margo continua dicendo che subito dopo questo incidente, un altro Vickers Viscount si schiantò in mare durante il suo viaggio verso l'Irlanda, e un altro ancora precipitò in Australia. L'incidente in Australia permise agli investigatori di trovare la causa della disintegrazione in volo: un longherone alare rotto. In seguito, Margo collegò i puntini con gli altri incidenti in mare e, al momento di scrivere le sue memorie, credeva che anche l'incidente del Rietbok fosse dovuto a un longherone alare spezzato. Successivamente, entrambi gli incidenti dei Viscount australiani furono attribuiti a errori di manutenzione.

## Controversia
Lo schianto del Rietbok avvenne durante l'era dell'apartheid in Sudafrica. Nel 1967, il governo del Sudafrica era sempre più aggressivo nelle sue azioni contro coloro che si opponevano alla politica dell'apartheid, poiché avevano appena bandito l'African National Congress (ANC) e il Pan Africanist Congress (PAC). Due persone note per criticare l'apartheid, Johannes Bruwer e Audrey Rosenthal, erano su quel volo. Bruwer era il presidente ad interim del potente Afrikaner Broederbond, e si diceva fosse ormai profondamente disilluso dall'apartheid. Rosenthal era un americano che lavorava con il Defense and Aid Fund, un gruppo che aiutava le famiglie dei membri incarcerati ed esiliati del PAC e dell'ANC. Entrambe le persone dissero ai familiari o agli amici che credevano che il ramo della sicurezza li stesse indagando o pedinando. Nel 1998, Malcolm Viviers, un sommozzatore della marina, si fece avanti con la storia che il governo era riuscito a trovare il relitto subito dopo lo schianto. Dichiarò di aver visto i passeggeri ancora allacciati ai loro sedili nell'aereo tramite un monitor video. Per via di queste nuove prove, i familiari delle vittime presentarono una petizione al Ministro dei trasporti affinché riaprisse l'indagine sull'incidente aereo.